# Bernd Rosemeyer

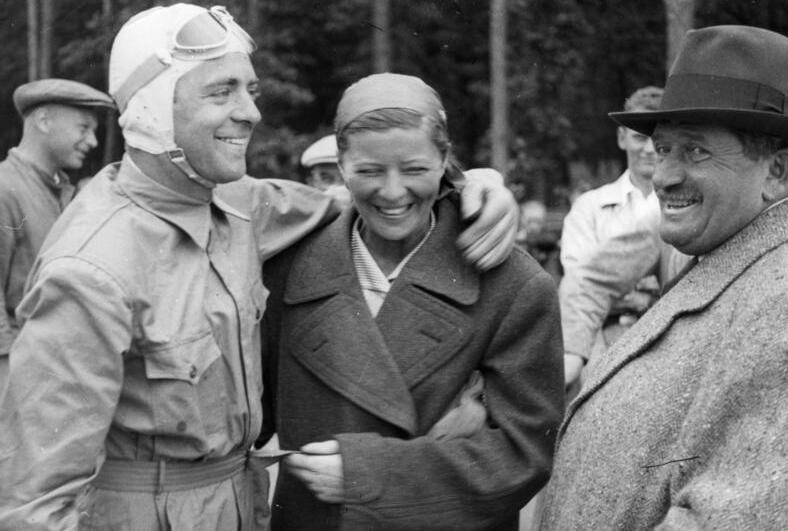
Bernd Rosemeyer (po lewej), jego żona Elly Beinhorn i Ferdinand Porsche, 1937

Bernd Rosemeyer (ur. 14 października 1909 w Lingen, zm. 28 stycznia 1938 we Frankfurcie nad Menem) – niemiecki kierowca wyścigowy i motocyklowy. Jeździł na pojazdach Auto Union.

## Życiorys
Pierwszy start odnotował w drugiej połowie sezonu 1935. Już w swoim drugim wyścigu w karierze zajął drugie miejsce. W 1936 roku zdobył mistrzostwo Europy.
W ciągu swojej krótkiej kariery kierowcy wyczynowego, trwającej 979 dni, odniósł dziewięć zwycięstw w wyścigach Grand Prix, zyskał przychylność nazistów, został mianowany przez Heinricha Himmlera członkiem SS i ożenił się ze znaną pilotką Elly Beinhorn.
Zginął 28 stycznia 1938 roku we Frankfurcie nad Menem. Wtedy to rywale z Mercedesa postanowili pobić światowy rekord prędkości (ustanowiony przez Rosemeyera trzy miesiące wcześniej w Auto Unionie Typ C na zamkniętej autostradzie). Rano Rosemeyer wrócił w to samo miejsce na ostateczną rozgrywkę z kierowcą Mercedesa Rudolfem Carraciolą. Caracciola startował pierwszy i osiągnął prędkość 432 km/h. Rosemeyer ruszył drugi i nie przestraszyła go zwiększona siła wiatru. Kilka chwil później, przy prędkości ok. 430 km/h silny poryw wiatru spowodował wypadek, w którym Rosemeyer zginął. Jego ciało znaleziono ok. 100 m od wraku. Jak powiedział później Caracciola: „Rosemeyer dosłownie nie znał strachu. To my baliśmy się za niego przy każdym wyścigu”.